# Praratoud

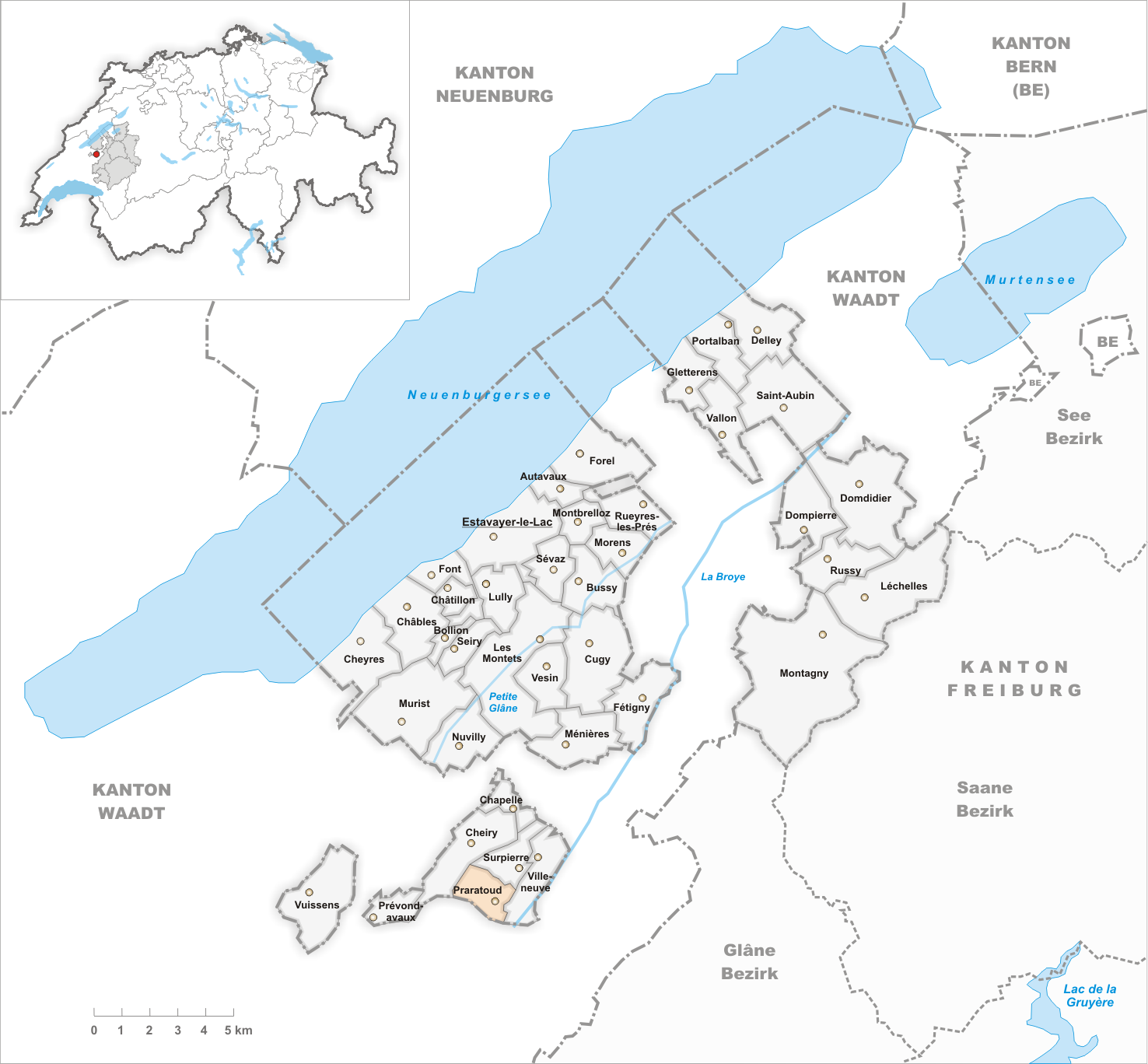
Gemeindestand vor der Fusion am 1. Januar 2005

Praratoud (Freiburger Patois Pràtathouⓘ) ist eine Ortschaft und früher selbständige politische Gemeinde im Distrikt Broye des Kantons Freiburg in der Schweiz. Am 1. Januar 2005 wurde Praratoud nach Surpierre eingemeindet.

## Geographie
Praratoud liegt auf 651 m ü. M., eineinhalb Kilometer südwestlich von Surpierre und zwölf Kilometer südwestlich von Payerne (Luftlinie) in der freiburgischen Exklave Surpierre. Das kleine Bauerndorf erstreckt sich auf einer breiten Geländeterrasse westlich des Broyetals, im Molassehügelland des westlichen Freiburger Mittellandes. Die ehemalige Gemeindefläche betrug rund 2,2 km². Das Gebiet erstreckte sich von der Kante über dem Steilabfall zum Broyetal westwärts über das Plateau von Praratoud und den Wald Bois des Meules bis auf den Höhenrücken des Grand Bois (700 m ü. M.), welcher das Plateau vom Tal der Lembe trennt.

## Bevölkerung
Mit 63 Einwohnern (2000) zählte Praratoud vor der Fusion zu den kleinsten Gemeinden des Kantons Freiburg. Im Jahr 1900 hatte die Gemeinde noch 97 Einwohner. Zu Praratoud gehören auch der Weiler Le Sensuis (675 m ü. M.) am Südhang des Grand Bois sowie einige Einzelhöfe.
Einwohnerzahlen: Volkszählungsdaten

## Wirtschaft
Praratoud lebt noch heute von der Landwirtschaft, insbesondere vom Ackerbau, von der Milchwirtschaft und der Viehzucht.

## Verkehr
Der Ort liegt abseits der grösseren Durchgangsstrassen an einer Verbindungsstrasse von Surpierre nach Cremin. Durch einen Postautokurs, der von Cugy via Granges-près-Marnand nach Lucens verkehrt, ist das Dorf von Montag bis Freitag an das Netz des öffentlichen Verkehrs angebunden.

## Geschichte
Praratoud wird 1668 als Praratos erstmals erwähnt, der Ort existierte aber schon wesentlich früher. Der Ortsname besteht aus dem altfranzösischen Wort pra (Wiese) und dem germanischen Personennamen Ratholf.
Seit dem Mittelalter gehörte Praratoud zur Herrschaft Surpierre und teilte deren Geschicke. Nachdem Bern das Waadtland erobert hatte, kam das Dorf am 21. Februar 1536 zunächst an Bern und am 1. März 1536 unter die Herrschaft von Freiburg und wurde der Vogtei Surpierre zugeordnet. Nach dem Zusammenbruch des Ancien Régime (1798) gehörte Praratoud während der Helvetik bis 1803 zum Bezirk Estavayer und danach zum Bezirk Surpierre, bevor es 1848 in den Bezirk Broye eingegliedert wurde.
Im Rahmen der seit 2000 vom Kanton Freiburg geförderten Gemeindefusionen wurde die vorher politisch selbständige Gemeinde Praratoud mit Wirkung auf den 1. Januar 2005 nach Surpierre eingemeindet.